# João Agripino Maia
João Agripino de Vasconcelos Maia (João Pessoa, 22 de outubro de 1940), conhecido por João Agripino Maia ou ainda João Agripino Neto, é um advogado, economista e político brasileiro. Foi deputado federal entre 1987 e 1991.

## Biografia
João Agripino nasceu em 2 famílias com destacada tradição política e econômica, com origem no sertão paraibano: seu pai, também chamado João Agripino, foi deputado federal, ministro das Minas e Energia no governo Jânio Quadros, senador, governador da Paraíba e ministro do Tribunal de Contas da União; o avô paterno, João Agripino II, foi deputado estadual por 5 mandatos consecutivos; o tio, José Mariz, foi interventor federal na Paraíba entre dezembro de 1934 e janeiro de 1935, além de ter sido procurador e secretário estadual; o bisavô materno, Antônio Marques da Silva Mariz, trabalhou como primeiro secretário da Câmara dos Deputados, e seu primo, Antônio Mariz, foi deputado federal, senador e governador da Paraíba por 8 meses, falecendo no exercício do mandato, em setembro de 1995.
Fora da Paraíba, possui outros parentes - o tio, Tarcísio Maia, foi governador do Rio Grande do Norte, enquanto que outros 2 primos, Lavoisier (eleito senador em 1986 e deputado federal entre 1999 e 2003) e José Agripino Maia (exerceu 4 mandatos como senador), também chefiaram o executivo estadual potiguar.

## Formação
Formado em direito na Universidade Federal da Paraíba, concluiu a pós-graduação em administração na Universidade de Manchester, em 1970. Entre 1970 e 1971, fez pós-graduação em economia na Universidade de Paris.

## Carreira política
Filiado ao MDB entre 1976 a 1979 e ao PP de 1980 a 1982, quando este último fundiu-se ao PMDB, disputou sua primeira eleição em 1986, concorrendo a uma vaga de deputado federal. Com 26.121 votos obtidos, assumiu o mandato em fevereiro de 1987, e foi a favor, entre outros, do rompimento de relações diplomáticas com países que praticassem políticas de discriminação racial, da limitação do direito de propriedade, da soberania popular, do voto facultativo aos 16 anos, do presidencialismo e do mandato de 5 anos para o então presidente da República, José Sarney, e foi contrário à pena de morte e à legalização do jogo do bicho.
Na eleição de 1990, João Agripino, agora filiado ao PDS e com apoio do então governador Tarcísio Burity, optou em não disputar a reeleição, lançando sua candidatura ao governo da Paraíba, em chapa com o PRN. Ficou na terceira posição, com 137.487 votos, e apoiou Ronaldo Cunha Lima, que viria a ser eleito, no segundo turno. Após a eleição, filiou-se ao PRN, mas interrompeu a carreira política em 1991, depois de concluir o mandato, para dedicar-se ao seu escritório de advocacia em Brasília.
Voltou a concorrer a um mandato eletivo em 1994, desta vez pelo PFL. Concorrendo a uma das 2 vagas de senador, ele chamou a atenção em seus programas, onde figurava a palavra Já (iniciais de João Agripino) em destaque, e encerrava-os com o bordão Até já. Conseguiu 319.095 votos, insuficientes para ser eleito. Após a eleição, encerrou de vez a carreira política.